# بروس كروفورد
بروس كروفورد (10 أكتوبر 1938 ببرستون في المملكة المتحدة - ) (بالإنجليزية: Bruce Crawford)‏ هو لاعب كرة قدم بريطاني في مركز نصف الجناح. لعب مع نادي بلاكبول ونادي ترانمير روفرز لكرة القدم.

## وصلات خارجية
- بروس كروفورد على موقع قاعدة بيانات كرة القدم.إي يو (الإنجليزية)